# آتنائوم فیلادلفیا
آتنائوم فیلادلفیا، واقع در خیابان ششم جنوبی، پلاک ۲۱۹ بین سنت جیمز پلیس و خیابان لوکاست در محله سوسایتی هیل شهر فیلادلفیا، پنسیلوانیا ، مجموعه‌ای از کتابخانه و موزه ویژه است که در سال ۱۸۱۴ برای جمع‌آوری مطالب مرتبط با تاریخ و آثار باستانی آمریکا، و هنرهای مفید، و به طور کلی برای انتشار دانش مفید برای منافع عمومی تأسیس شد مجموعه‌های آتنائوم شامل تاریخچه معماری و طراحی داخلی، به ویژه برای دوره ۱۸۰۰ تا ۱۹۴۵ است. این مؤسسه بر تاریخ معماری و فناوری ساختمان آمریکا تمرکز دارد و آرشیوهای معماری ۱۸۰۰۰۰ طرح، بیش از ۳۵۰۰۰۰ عکس و موجودی نسخه های خطی حدود ۱۰۰۰ معمار آمریکایی را در خود جای داده است. 
از سال ۱۹۵۰، آتنائوم حامی جایزه ادبی سالانه آتنائوم برای آثار داستانی و غیرداستانی بوده است.

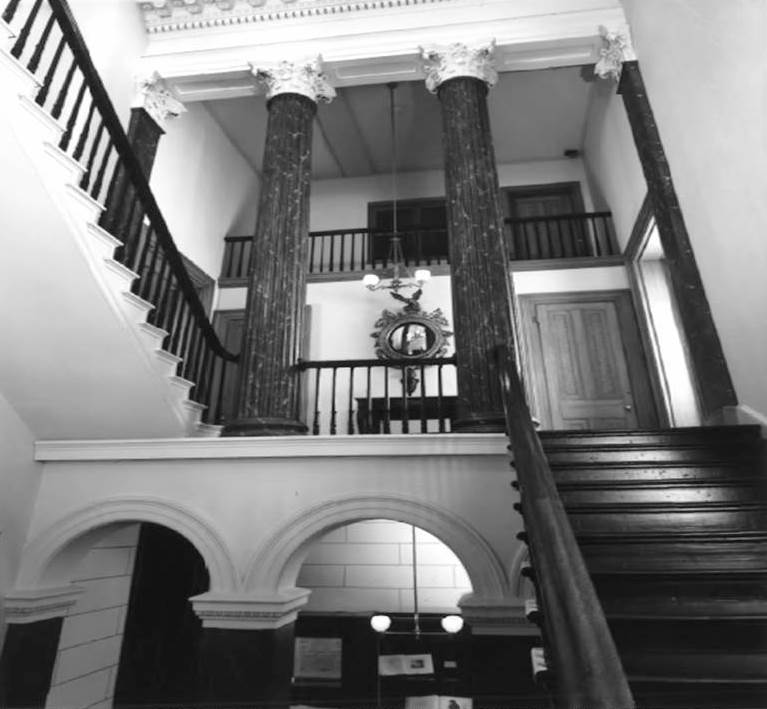
پلکان آتنائوم، ۱۹۷۲

این ساختمان در سال ۱۸۴۵ توسط معمار جان نوتمن به سبک ایتالیایی طراحی شد و یکی از اولین ساختمان‌های شهر بود که از سنگ قهوه‌ای ساخته شد، اگرچه در ابتدا قرار بود روکش آن با سنگ مرمر باشد. براون استون به دلیل ارزانتر بودن استفاده شد. طراحی نوتمن تحت تأثیر کار معمار انگلیسی چارلز بری بود.
این ساختمان در سال ۱۹۷۶ به عنوان یکی از اولین نمونه های کشور از یک ساختمان با نمای سبک پالازو و به دلیل اهمیت تاریخی آن به عنوان یک موسسه آموزشی، به عنوان یک بنای تاریخی ملی اعلام شد. در حال حاضر این یک موزه است که با هنرهای زیبا و تزئینی آمریکایی از نیمه اول قرن نوزدهم مبله شده است.
در سمت راست آتنائوم خانه ریچاردسون دیلوورث ، شهردار فیلادلفیا از سال ۱۹۵۶ تا ۱۹۶۲ قرار دارد.

## جایزه ادبی آتنائوم
جایزه ادبی آتنائوم یک جایزه ادبی است که از سال ۱۹۵۰ توسط آتنائوم فیلادلفیا ارائه می‌شود. این جایزه به نویسندگانی اعطا می‌شود که «ساکنان فیلادلفیا یا پنسیلوانیا هستند که در شعاع ۳۰ مایلی تالار شهر زندگی می‌کنند».  آثار واجد شرایط داستان عمومی یا غیرداستانی هستند. کتاب های فنی، علمی و نوجوانان شامل نمی شود.  این جایزه در سال ۱۹۵۰ توسط چارلز وارتون استورک (۱۸۸۱-۱۹۷۱)، که از سال ۱۹۱۹ تا ۱۹۶۸ یکی از اعضای هیئت مدیره آتنائوم بود، تأسیس شد 

## همچنین ببینید
- فهرست آثار تاریخی ملی در فیلادلفیا
- فهرست‌های ثبت ملی مکان‌های تاریخی در سنتر سیتی، فیلادلفیا